# Замок Стюарт
Замок Стюарт (англ. Stewart Castle, Newtownstewart Castle) — замок Ньбтаунстюарт, Замок Нового Міста Стюартів — один із замків Ірландії, розташований в графстві Тірон, Північна Ірландія. Замок знаходиться в місті Ньютаунстюарт.

## Історія замку Стюарт
Замок побудований у 1619 році сером Робертом Ньюкоменом в стилі англійського садибного укріпленого будинку. Замок був побудований під час шотландської колонізації Ольстера після остаточного завоювання Ірландії Англією. У 1641 році спалахнуло повстання за незалежність Ірландії. Замок захопили повстанці на чолі з Фелімом О'Нілом. Під час боїв замок був сильно ушкоджений. У 1689 році в Ірландії йшла так звана якобітська або вільямітська війна — війна між прихильниками скинутого короля Англії, Шотландії та Ірландії католика Якова ІІ та прихильниками правлячого короля-протестанта Вільяма ІІІ. У цьому році замок захопили прихильники короля Якоба ІІ повертаючись з блокади Деррі. Під час боїв замок був ще більше зруйнований. Частина стіни замку збереглась до нашого часу.
Нині замок є пам'яткою історії та архітектури і охороняється законом.
Під час розкопок на території замку у 1999 році була виявлена гробниця бронзової доби.